# The Magic Flame
This Magic Flame is een Amerikaanse dramafilm uit 1927 onder regie van Henry King. De film werd destijds in Nederland uitgebracht onder de titel Koning Harlekijn.

## Verhaal
De rondreizende clown Tito lijkt als twee druppels water op een kwaadaardige graaf uit een Europees vorstendom. De graaf schaakt de trapezeacrobate Bianca. Tito moet de graaf vermoorden, wanneer hij haar uit diens slot wil bevrijden.

## Rolverdeling
| Acteur                 | Personage     |
| ---------------------- | ------------- |
| Ronald Colman          | Tito / Graaf  |
| Vilma Bánky            | Bianca        |
| Agostino Borgato       | Ringmeester   |
| Gustav von Seyffertitz | Kanselier     |
| Harvey Clark           | Assistent     |
| Shirley Palmer         | Vrouw         |
| Cosmo Kyrle Bellew     | Man           |
| George Davis           | Klusjesman    |
| André Cheron           | Directeur     |
| Vadim Uraneff          | Bezoeker      |
| Meurnier-Surcouf       | Zwaardslikker |
| Paoli                  | Gewichtheffer |